# Скурати, Антонио
Антонио Скурати (итал. Antonio Scurati; род. 25 июня 1969, Неаполь) — итальянский учёный и писатель.

## Биография
Окончил Миланский университет, где изучал философию, затем учился в Высшей школе социальных наук. Получил докторскую степень по теории и анализу текста в университете Бергамо и преподавал там, а также являлся координатором Центра изучения языка войны и насилия. В 2005 году проводил исследования в области кино, фотографии и телевидения. В 2008 году переехал из Бергамо в Милан и занялся наукой и преподаванием в Свободном университете языка и коммуникации.
В 2002 году первая книга Скурати «Глухой рокот битвы» (Il rumore sordo della battaglia) была удостоена литературной премии Эдоардо Килгрена за дебют («Premio Letterario Edoardo Kihlgren Opera Prima»).
В 2005 году премии Кампьелло и премии Пизы удостоен роман «Выживший» (Il sopravvissuto), сюжет которого вдохновлён реальной трагедией — стрельбой в школе «Колумбайн» в 1999 году.
В 2007 году снял документальный фильм «Сезон любви» (La stagione dell’amore), в котором повторил исследование общественного мнения на темы сексуальности, проведённое Пазолини в 1965 году в документальном фильме «Собрания любви» (Comizi d’amore).
В 2008 году «Одна романтическая история» (Una storia romantica) получила премию Монделло.
В 2010 году Скурати опубликовал работу «Годы, в которые не живём. Время хроники» (Gli anni che non stiamo vivendo. Il tempo della cronaca), в котором собрал основные факты политической и общественной жизни эпохи.
В 2015 вышла из печати книга «Лучшее время нашей жизни» (Il tempo migliore della nostra vita), посвящённая биографии антифашистов Леоне и Наталии Гинзбургов (удостоена премии Виареджо).
В 2018 году увидел свет роман «М. Сын века» (M. Il figlio del secolo) о Муссолини, получивший в 2019 году премию Стрега.

## Труды
- Il rumore sordo della battaglia. — Collana Scrittori italiani e stranieri. — Milano: Mondadori, 2002. — ISBN 978-88-045-0064-3.
- Guerra. Narrazioni e culture nella tradizione occidentale. — Collana Saggi. — Roma: Donzelli, 2003. — ISBN 978-88-7989-776-1.
- Televisioni di guerra. Il conflitto del golfo come evento mediatico e il paradosso dello spettatore totale. — Collana Culture. — Ombre Corte, 2003. — ISBN 978-88-8700-938-5.
- Il sopravvissuto. — Milano: Bompiani, 2005. — ISBN 978-88-4523-385-2.
- La letteratura dell'inesperienza. Scrivere romanzi al tempo della televisione. — Collana Saggi n.350. — Milano: Bompiani, 2006. — ISBN 978-88-4525-743-8.
- Una storia romantica. — Collana Narratori italiani. — Milano: Bompiani, 2007. — ISBN 978-88-452-5962-3.
- Il bambino che sognava la fine del mondo. — Collana Narratori italiani. — Milano: Bompiani, 2009. — ISBN 978-88-452-6241-8.
- Gli anni che non stiamo vivendo. Il tempo della cronaca. — Collana Overloook. — Milano: Bompiani, 2010. — ISBN 978-88-452-6456-6.
- La seconda mezzanotte. — Collana Letteraria italiana. — Milano: Bompiani, 2011. — ISBN 978-88-4526-775-8.
- Letteratura e sopravvivenza. La retorica letteraria di fronte alla violenza. — Collana Studi. — Milano: Bompiani, 2012. — ISBN 978-88-4527-104-5.
- Il padre infedele. — Collana Narratori italiani. — Milano: Bompiani, 2013. — ISBN 978-88-4527-409-1.
- Il tempo migliore della nostra vita. — Collana Romanzi. — Milano: Bompiani, 2015. — ISBN 978-88-4527-913-3.
- M. Il figlio del secolo. — Collana Letteraria italiana. — Milano: Bompiani, 2018. — ISBN 978-88-4529-813-4.